# Scopula bistrigata
Scopula bistrigata là một loài bướm đêm trong họ Geometridae.